# Pick Up Stix
Pick Up Stix ist eine amerikanische Fast-Casual-Restaurantkette mit Sitz in Laguna Hills, Kalifornien, die asiatische Küche, insbesondere chinesisch-amerikanische Gerichte, anbietet. Die Kette betreibt sowohl eigene Restaurants als auch Franchise-Filialen, hauptsächlich in Südkalifornien. Sie richtet sich an Kunden für Vor-Ort-Verzehr und zum Mitnehmen, bietet Catering-Services für externe Veranstaltungen und in einigen Fällen Lieferdienste an. Zudem beliefert Pick Up Stix Privatschulen im Rahmen eines Schulmittagessenprogramms. Das Unternehmen gehört seit 2010 der Mandarin Holdings Group von Lorne Goldberg, die es von Carlson Companies übernahm.
Die Speisen werden auf Bestellung in traditionellen Woks über Hochleistungsbrennern zubereitet, um Frische und Qualität zu gewährleisten. In einer Leserumfrage des San Diego Magazine im Juni 2008 wurde Pick Up Stix als eines der drei besten Takeout-Restaurants in San Diego ausgezeichnet.

## Geschichte
Pick Up Stix wurde 1989 von Charlie Zhang, einem chinesischen Einwanderer, gegründet, der 1982 mit nur 20 US-Dollar in die USA kam. Zhang passte traditionelle asiatische Gerichte an den amerikanischen Geschmack an, indem er weniger Öl verwendete und Zutaten wie Wein, Essig und Sojasauce hinzufügte. Das erste Restaurant eröffnete in Rancho Santa Margarita, Kalifornien. Bis 1992 expandierte die Kette mit zwei weiteren Standorten in Orange County (Irvine und Laguna Niguel). 1994 folgte die Expansion nach San Diego County mit Filialen in Del Mar, Carlsbad und San Diego.
Im Juli 2001 wurde Pick Up Stix von Carlson Restaurants Worldwide, einer Tochtergesellschaft der Carlson Companies, übernommen. Charlie Zhang blieb bis zu seiner Pensionierung im Jahr 2003 Präsident und CEO. 2010 verkaufte Carlson die Kette an Lorne Goldbergs Mandarin Holdings. Heute betreibt Pick Up Stix über 70 Standorte in den USA und verfügt über eine eigene Lebensmittelverarbeitungsanlage in Laguna Hills.

## Standorte
Pick Up Stix betreibt über 70 Standorte, hauptsächlich in Südkalifornien, mit einem Schwerpunkt auf Städten wie San Diego, Orange County und Los Angeles. Die Kette ist bekannt für ihre gut erreichbaren Restaurants in Einkaufszentren, Food Courts und städtischen Lagen, die sowohl für Takeout- als auch für Dine-in-Kunden geeignet sind. Ein einzelner Standort existiert außerhalb Kaliforniens im Food Court des Excalibur Hotel and Casino in Las Vegas, Nevada, der 2012 eröffnet wurde. Die Kette bleibt stark auf den kalifornischen Markt fokussiert, mit einer eigenen Lebensmittelverarbeitungsanlage in Laguna Hills, um die Qualität der Zutaten zu sichern.

### Schließungen
Anfang 2008 schloss Pick Up Stix 26 Standorte in Kalifornien, Nevada und Arizona, um sich auf profitablere Märkte zu konzentrieren. 2010 wurden alle Filialen in Nevada und Arizona geschlossen, wobei Kunden über die offizielle Facebook-Seite aufgefordert wurden, die Restaurants in Kalifornien zu besuchen. Ende 2012 eröffnete jedoch ein neuer Standort im Food Court des Excalibur Hotel and Casino in Las Vegas, der den zuvor dort ansässigen Manchu Wok ersetzte. 2022 wurde der ursprüngliche Standort in Rancho Santa Margarita geschlossen.